# Iowa (lớp thiết giáp hạm)
Thiết giáp hạm lớp Iowa là một lớp sáu thiết giáp hạm nhanh của Hải quân Hoa Kỳ được đặt hàng trong những năm 1939 và 1940. Ban đầu lớp tàu được dự định để đối phó những tàu chiến chủ lực nhanh, như là lớp tàu chiến-tuần dương Kongō của Nhật Bản, đồng thời cũng có thể phục vụ trong hàng chiến trận truyền thống cùng những thiết giáp hạm chậm hơn, hoạt động như hai cánh nhanh của hàng chiến trận. Lớp Iowa được thiết kế để tuân thủ "điều khoản leo thang" của Hiệp ước hải quân London thứ hai, giới hạn trọng lượng choán nước tiêu chuẩn ở mức 45.000 tấn Anh (45.700 t). Bốn chiếc, Iowa, New Jersey, Missouri và Wisconsin, đã hoàn tất; hai chiếc khác, Illinois và Kentucky, đã được đặt lườn nhưng bị hủy bỏ tương ứng vào các năm 1945 và 1958; cả hai lườn tàu bị tháo dỡ vào những năm 1958–1959.
Bốn thiết giáp hạm lớp Iowa là những thiết giáp hạm cuối cùng trong biên chế Hải quân Mỹ; những thiết giáp hạm cũ hơn đều được xuất biên chế vào năm 1947 và rút khỏi danh sách Đăng bạ Hải quân vào năm 1963. Từ giữa những năm 1940 cho đếu đầu thập niên 1990, những thiết giáp hạm lớp Iowa đã tham gia bốn cuộc chiến tranh lớn của Hoa Kỳ. Tại mặt trận Thái Bình Dương trong Chiến tranh Thế giới thứ hai, chúng chủ yếu đóng vai trò tàu hộ tống nhanh cho các tàu sân bay nhanh thuộc lớp Essex, và nả pháo xuống các vị trí của quân Nhật. Trong cuộc Chiến tranh Triều Tiên, những chiếc thiết giáp hạm đã hỗ trợ hỏa lực hải pháo cho lực lượng Liên Hợp Quốc chống lại Bắc Triều Tiên. Đến năm 1968, New Jersey đã nả pháo xuống các mục tiêu của Việt Cộng gần khu phi quân sự trong cuộc Chiến tranh Việt Nam. Cả bốn chiếc đầu được huy động trở lại và hiện đại hóa, được trang bị tên lửa vào những năm 1980 như một phần của chương trình 600 tàu chiến Hải quân. Trong Chiến dịch Bão táp Sa mạc năm 1991, Missouri và Wisconsin đã nã pháo 16 inch (406 mm) và tên lửa xuống các mục tiêu tại Iraq.
Do chi phí tốn kém để duy trì, chúng được cho xuất biên chế vào đầu những năm 1990 khi cuộc Chiến tranh Lạnh đi đến hồi kết thúc. Cả bốn chiếc thiết giáp hạm thoạt tiên được rút khỏi danh sách Đăng bạ Hải quân; tuy nhiên, Quốc hội Mỹ buộc Hải quân phải duy trì hai chiếc trên cơ sở lực lượng hỗ trợ hải pháo không đầy đủ trong các chiến dịch đổ bộ. Điều này đã dẫn đến sự tranh luận kéo dài về vai trò của thiết giáp hạm trong hải quân hiện đại. Cuối cùng cả bốn chiếc đều được rút khỏi đăng bạ và sẵn sàng để tặng cho các tổ chức phi lợi nhuận. Sau khi Iowa được chuyển giao năm 2012, cả bốn chiếc hiện là những tàu bảo tàng trên khắp Hoa Kỳ.

## Bối cảnh
Sau khi kết thúc Chiến tranh Thế giới thứ nhất, hải quân nhiều nước, bao gồm Hoa Kỳ, Anh Quốc và Nhật Bản, tiếp tục mở rộng chương trình đóng tàu hải quân vốn đã bắt đầu từ trước cuộc xung đột. Chi phí khổng lồ liên quan đến những chương trình này tạo áp lực lên các nhà lãnh đạo chính phủ cần có một hội nghị giải trừ vũ khí. Vào ngày 8 tháng 7, 1921, Ngoại trưởng Hoa Kỳ Charles Evans Hughes đã mời đại biểu các cường quốc hải quân vào lúc đó: Pháp, Ý, Nhật Bản và Anh, đến Washington, D.C. để thảo luận về việc kết thúc chạy đưa vũ trang hải quân. Hội nghị Hải quân Washington diễn ra sau đó đã đưa đến Hiệp ước Hải quân Washington; và trong các điểm được thỏa thuận, nó giới hạn mọi thiết giáp hạm trong tương lai một trọng lượng choán nước tiêu chuẩn 35.000 tấn và cỡ nòng pháo lớn nhất là 16 inch. Năm nước ký kết cũng đạt được thỏa thuận là không nước nào sẽ đóng mới tàu chủ lực trong mười năm tiếp theo, và không thay thế mọi con tàu sau hiệp ước cho đến khi con tàu đạt ít nhất 20 năm tuổi. Hiệp ước hải quân London thứ hai, cho dù thay thế những thỏa thuận năm 1922, dù sao vẫn giữ lại nhiều giới hạn tương tự, bao gồm giới hạn trọng lượng 35.000 tấn. Yêu cầu cuối cùng này đã ảnh hưởng đặc biệt đến thiết kế các lớp thiết giáp hạm trước lớp Iowa: lớp North Carolina và lớp South Dakota.
Một điều khoản, được gọi là "điều khoản leo thang" trong Hiệp ước hải quân London thứ hai, cho phép các con tàu được trang bị pháo 16-inch (406 mm) thay vì 14-inch (356 mm). Điều này đã mang lại lợi ích cho các lớp North Carolina, South Dakota và Iowa; và Iowa còn được áp dụng một điều khoản khác, "điều khoản leo thang trọng lượng". Từ tháng 11, 1937, tin tức tình báo đã biết đến những chiếc "siêu-thiết giáp hạm" đang được Nhật Bản chế tạo, cho dù đặc tính kỹ thuật ước tính rất khác nhau phụ thuộc vào nguồn tin thu được. Sáu tháng sau, 31 tháng 3, 1938, Hoa Kỳ, Anh và Pháp chấp thuận áp dụng mức giới hạn tải trọng mới 45.000 tấn.

## Thiết kế

### Thiết giáp hạm 27 knot và "A"-"C"
Sau mọi vấn đề về chính trị như trên, Hải quân được phép tiếp tục nghiên cứu thiết kế một kiểu thiết giáp hạm trọng lượng 45.000 tấn, và những nghiên cứu sơ khởi bắt đầu vào đầu năm 1938 dưới sự chỉ đạo của Đô đốc Thomas C. Hart, người đứng đầu Ủy ban Tướng lĩnh. Thiết kế đầu tiên là một phiên bản mở rộng dựa trên lớp South Dakota, mang mười hai khẩu 16-inch/45 caliber Mark 6 hoặc chín khẩu 18 in (460 mm) (phương án sau này bị hủy bỏ sau thỏa thuận ngày 31 tháng 3 giữa Hoa Kỳ, Anh và Pháp), có thêm vỏ giáp và một hệ thống động lực đủ mạnh cho phép nó đạt bằng tốc độ của lớp South Dakota, 27 hải lý trên giờ (31 mph; 50 km/h). Những nghiên cứu này không có ảnh hưởng gì đến thiết kế của lớp Iowa sau này, nhưng được phát triển song song như một kiểu thiết giáp hạm "tiêu chuẩn" trong tương lai, mà cuối cùng trở thành thiết kế của lớp Montana bị hủy bỏ.
Một thiết kế khác, do Chi nhánh Thiết kế thuộc Văn phòng Chế tạo và Sửa chữa theo đuổi, là một kiểu tàu "diệt tàu tuần dương". Được khởi đầu vào ngày 17 tháng 1, 1938 dưới sự chỉ đạo của Đại tá Hải quân A. J. Chantry, nhóm này đề xuất một thiết kế 12 pháo 16-inch và 20 pháo 5-inch, có khả năng băng qua kênh đào Panama (chuẩn Panamax) nhưng lại có trọng lượng không giới hạn, tốc độ tối đa 35 hải lý trên giờ (40 mph; 65 km/h), và tầm xa hoạt động 20.000 hải lý (23.000 mi; 37.000 km) khi di chuyển ở tốc độ đường trường 15 hải lý trên giờ (17 mph; 28 km/h). Các đặc tính này đưa trọng lượng con tàu lên đến 50.940 tấn Anh (51.760 t), nhưng Chantry tin rằng có thêm những tính năng khác ở kích cỡ lớn như thế. Do trọng lượng lớn hơn hầu hết những thiết giáp hạm khác, vỏ giáp của nó chỉ đủ bảo vệ chống lại pháo 8 in (200 mm) trên những tàu tuần dương hạng nặng.
Ba phương án cải tiến "A", "B" và "C" được thiết kế vào cuối tháng 1. Mớn nước được tăng thêm chủ yếu để tăng cường cho vỏ giáp, và thay thế 12 khẩu pháo 6 inch (150 mm) cho dàn pháo hạng hai là những điểm chung cho cả ba thiết kế này. "A" là kiểu lớn nhất với trọng lượng 59.060 tấn Anh (60.010 t), và là kiểu duy nhất giữ lại 12 khẩu pháo 16-inch trên bốn tháp pháo ba nòng; nó đòi hỏi một hệ thống động lực công suất 277.000 mã lực càng (207.000 kW) để đạt được tốc độ 32,5 hải lý trên giờ (37,4 mph; 60,2 km/h). "B" là kiểu nhỏ nhất với trọng lượng 52.707 tấn Anh (53.553 t); và giống như "A" nó sẽ có tốc độ tối đa 32,5 knot nhưng chỉ yêu cầu công suất 225.000 shp (168.000 kW). "B" được trang bị chín khẩu pháo 16-inch trên ba tháp pháo ba nòng. "C" có thiết kế tương tự, nhưng tăng công suất hệ thống động lực lên đến 300.000 shp (220.000 kW) để đạt được tốc độ 35 knot như yêu cầu ban đầu. Trọng lượng cần thiết và một đai giáp dài hơn (512 foot (156 m) so với 496 foot (151 m) của "B") khiến nó có trọng lượng 55.771 tấn Anh (56.666 t).

### Thiết giáp hạm nhanh
Vào tháng 3, 1938, Ủy ban Tướng lĩnh thuận theo những đề nghị của Ủy ban Tư vấn Thiết kế Thiết giáp hạm, vốn bao gồm các nhà thiết kế hải quân William Francis Gibbs, William Hovgaard (đang là Chủ tịch công ty New York Shipbuilding), John Metten, Joseph W. Powell, và Đô đốc hồi hưu Joseph Strauss, người từng đứng đầu Văn phòng Đạn dược. Ủy ban này yêu cầu một thiết kế hoàn toàn mới dựa trên lớp South Dakota 35.000 tấn được mở rộng. Những kế hoạch đầu tiên cho thấy có thể đạt được tốc độ 30 hải lý trên giờ (35 mph; 56 km/h) trên một thiết kế khoảng 37.600 tấn Anh (38.200 t); và sẽ đạt được 33 hải lý trên giờ (38 mph; 61 km/h) với hệ thống động lực công suất 220.000 mã lực càng (160.000 kW) và một trọng lượng choán nước khoảng 39.230 tấn Anh (39.860 t), vốn thấp hơn nhiều so với giới hạn hiệp ước 45.000 tấn.
Những thiết kế này đủ sức thuyết phục Ủy ban Tướng lĩnh rằng một kiểu thiết giáp hạm 33-knot được thiết kế tốt, hợp lý và cân bằng sẽ đạt được trong phạm vi giới hạn của "điều khoản leo thang". Tuy nhiên những nghiên cứu tiếp theo đã vạch ra những sai sót lớn trong ước lượng. Tốc độ của con tàu khiến cần phải có thêm độ nổi ở phía mũi và giữa tàu, do đó phải tăng thêm chiều cao của đai giáp; thêm vào đó là những yêu cầu bổ sung: cấu trúc lườn tàu phải được tăng cường, và hệ thống động lực phải mạnh hơn để không làm giảm sút tốc độ. Cuối cùng, cần phải tăng thêm 24.000 tấn Anh (24.000 t); và khoảng dự trữ lớn khoảng 5.000 tấn Anh (5.100 t), mà các nhà thiết kế trước đó cho rằng có thể đạt được, đột nhiên biến mất.
Với trọng lượng choán nước tăng thêm, Ủy ban Tướng lĩnh hoài nghi việc bổ sung thêm trọng lượng choán nước 10.000 tấn Anh (10.000 t) chỉ cho phép gia tăng tốc độ thêm 6 hải lý trên giờ (6,9 mph; 11 km/h) so với lớp South Dakota. Thay vì giữ lại kiểu pháo 16"/45 caliber Mark 6 sử dụng trên lớp South Dakota, ủy ban chỉ thị những nghiên cứu trong tương lai phải bao gồm kiểu 16"/50 caliber Mark 2, mạnh hơn nhưng cũng nặng hơn, vốn là di sản của các lớp tàu chiến-tuần dương Lexington và lớp thiết giáp hạm South Dakota cũ vào đầu những năm 1920. Nó cũng cho phép mớn nước sâu hơn, có nghĩa là con tàu sẽ ngắn hơn (tiết kiệm trọng lượng) và giảm bớt công suất động cơ, nhờ mối tương quan chỉ số giữa độ rộng mạn tàu và mớn nước là một trong những yếu tố chính xác định độ cản nước của lườn tàu.
Pháo chính 50 caliber nặng hơn khoảng 400 tấn Anh (410 t) so với pháo 45 caliber, ngoài ra kích thước bệ tháp pháo cũng phải được mở rộng, nên tổng trọng lượng tăng thêm vào khoảng 2.000 tấn Anh (2.000 t), đưa con tàu lên tới mức 46.551 tấn Anh (47.298 t), vượt hơn rất nhiều so với giới hạn 45.000. Tuy nhiên cứu cánh đã xuất hiện khi Văn phòng Đạn dược đưa ra một thiết kế sơ thảo cho một tháp pháo có thể mang pháo 50 caliber trên một bệ tháp pháo nhỏ hơn. Đột phá này được trình bày cho Ủy ban Tướng lĩnh như một phần của một loạt thiết kế vào ngày 2 tháng 6, 1938.
Tuy nhiên, Văn phòng Đạn dược lại tiếp tục làm việc với một thiết kế bệ tháp pháo lớn hơn, trong khi Văn phòng Chế tạo và Sửa chữa sử dụng bệ tháp pháo nhỏ hơn cho những kế hoạch sau cùng của lớp thiết giáp hạm mới. Vì các văn phòng độc lập với nhau theo cách nào đó, họ không nhận ra hai kế hoạch không ăn khớp với nhau cho đến tháng 11, 1938, khi thiết kế đã đến bước tinh chỉnh sau cùng. Vào lúc này các con tàu không thể sử dụng bệ tháp pháo lớn hơn, do phải thay đổi rất lớn thiết kế và tăng thêm trọng lượng choán nước. Tai họa phải hủy bỏ các kế hoạch đã không xảy ra khi những nhà thiết kế của Văn phòng Đạn dược đã có thể thiết kế một kiều pháo 50 caliber mới, pháo 16 inch/50 caliber Mark 7, nhẹ hơn và có đường kính ngoài nhỏ hơn, cho phép đặt nó vào trong tháp pháo vừa với những bệ tháp pháo nhỏ.
Đến cuối năm 1938, thiết kế của lớp Iowa đã hầu như hoàn tất, chỉ còn những vấn đề nhỏ cần sửa chữa. Vào tháng 11, 1939, Xưởng hải quân New York thay đổi đáng kể việc phân ngăn trong phòng động cơ, do những thử nghiệm cho thấy sự bảo vệ dưới nước cho những phòng này chưa thỏa đáng. Kết quả đem lại rất ích lợi: những ảnh hưởng do ngập nước được giảm thiểu khoảng một nữa, và số lượng ống thông hơi cùng những khoảng mở lên sàn tầng 3 giảm đáng kể. Cho dù những thay đổi này làm tăng thêm trọng lượng và khiến mạn tàu rộng thêm 1 foot (0,30 m), nó không còn là một vấn đề lớn, khi Anh và Pháp đã từ bỏ Hiệp ước Hải quân London thứ hai sau khi Chiến tranh Thế giới thứ hai bùng nổ.

## Lịch sử hoạt động

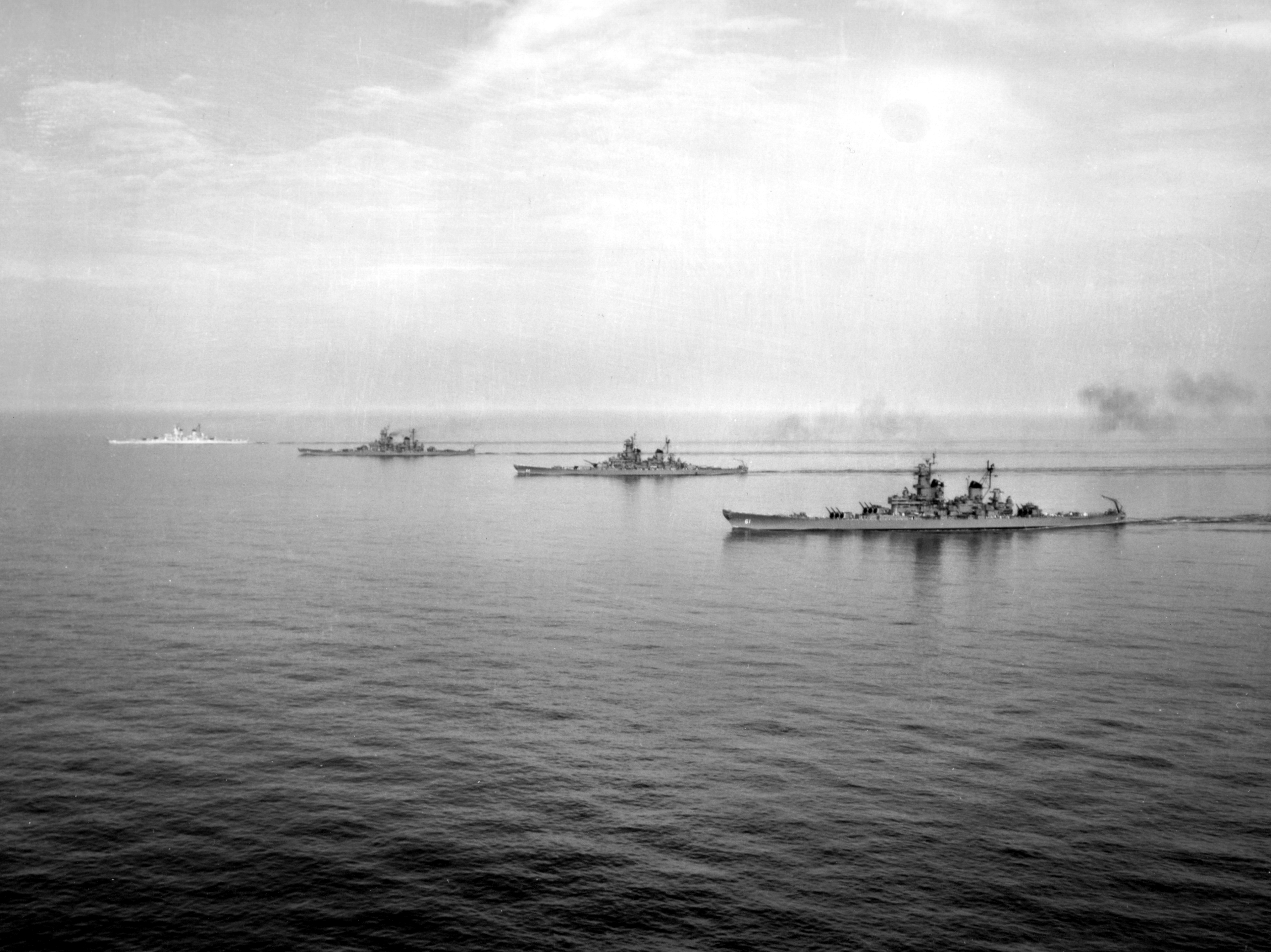
Cả bốn chiếc thiết giáp hạm lớp Iowa hiện diện cùng một lúc trong lần đầu tiên và duy nhất, 1954

Khi được đưa vào phục vụ vào những năm cuối cùng của Thế Chiến II, những thiết giáp hạm lớp Iowa được phân công hoạt động tại Mặt trận Thái Bình Dương. Vào thời điểm này của chiến tranh, tàu sân bay đã thay thế cho thiết giáp hạm giữ vai trò lực lượng tấn công chủ lực trong cả Hải quân Hoa Kỳ lẫn Hải quân Đế quốc Nhật Bản; và do hậu quả của việc thay đổi chiến thuật này, mọi lớp thiết giáp hạm Hoa Kỳ đều được chuyển sang vai trò phụ là hộ tống các tàu sân bay, và được phân về các đội đặc nhiệm tàu sân bay nhanh để bảo vệ phòng không cho các tàu sân bay và tiến hành bắn phá bờ biển. Sau khi chiến tranh kết thúc, Iowa, New Jersey và Wisconsin được cho xuất biên chế và bị bỏ không trong thành phần dự bị; việc chế tạo hai con tàu chưa hoàn tất, Illinois và Kentucky bị hủy bỏ.
Những chiếc Iowa được huy động trở lại vào năm 1950 sau khi nổ ra cuộc Chiến tranh Triều Tiên; chúng đã bắn hải pháo hỗ trợ cho lực lượng Liên Hợp Quốc trong suốt thời gian của cuộc xung đột, rồi quay trở lại hạm đội dự bị vào năm 1955 sau khi đạt được thỏa thuận ngừng bắn. Đến năm 1968, trong cuộc Chiến tranh Việt Nam, để giảm bớt việc tổn thất của Không quân Hoa Kỳ trong các phi vụ không kích lên miền Bắc Việt Nam, hải quân tăng cường bắn phá bằng hải pháo dọc bờ biển, và New Jersey được huy động trở lại, trở thành chiếc thiết giáp hạm duy nhất hoạt động trên thế giới vào năm 1968. Từ ngày 6 tháng 4, 1968 đến ngày 17 tháng 12, 1969, nó đã hoạt động dọc theo bờ biển Việt Nam ngoài khơi khu phi quân sự, bắn gần 6.000 quả đạn pháo 16 inch (406 mm) và trên 14.000 quả đạn pháo 5 inch (127 mm) xuống các mục tiêu đối phương. Nó lại được xuất biên chế trong năm tiếp theo.
Vào Thập niên 1980, mọi chiếc trong lớp Iowa đều được cho tái hoạt động trong khuôn khổ kế hoạch tăng cường quân sự của Tổng thống Ronald Reagan và tạo ra một Hải quân 600 tàu chiến. Chúng được dự tính để đối phó với lớp tàu tuần dương tên lửa hành trình Orlan mới của Liên Xô, vốn thường được phương Tây đặt tên là lớp tàu chiến-tuần dương Kirov. Mỗi thiết giáp hạm được hiện đại hóa để mang các bộ tác chiến điện tử, các hệ thống phòng thủ tầm gần (CIWS: Close-in Weapon System) và tên lửa hành trình. Chúng sẽ trở thành hạt nhân của nhóm tác chiến thiết giáp hạm (BBBG: battleship battle group). Nhiệm vụ của chúng trong những năm 1980 và đầu những năm 1990 bao gồm sự kiện Hoa Kỳ can thiệp vào cuộc Nội chiến Liban sau vụ Đánh bom trại binh Beirut 1983, và trong các Chiến dịch Lá chắn sa mạc năm 1990 và Chiến dịch Bão táp sa mạc từ tháng 1 đến tháng 2, 1991. Được cho xuất biên chế lần sau cùng do những vấn đề về cắt giảm ngân sách vào đầu những năm 1990, những chiếc trong lớp Iowa được chia thành hai nhóm: nhóm được giữ lại trong thành phần Hạm đội Dự bị Hải quân Hoa Kỳ và nhóm sẽ được trao tặng để sử dụng như những tàu bảo tàng.
Vào năm 1996, Đạo luật Ủy nhiệm Phòng thủ Quốc gia cho phép rút tên Iowa và Missouri khỏi danh sách Đăng bạ Hải quân. Missouri được trao tặng cho Hiệp hội Tưởng niệm Missouri tại Trân Châu Cảng, Hawaii để sử dụng như một tàu bảo tàng. Iowa chuẩn bị để được trao tặng như Missouri, nhưng sau đó được giữ lại trong Đăng bạ Hải quân sau khi Đạo luật Ủy nhiệm Phòng thủ Quốc gia Strom Thurmond năm 1999 cho phép trao tặng New Jersey như một tàu bảo tàng. Hai chiếc thiết giáp hạm sau cùng của lớp Iowa rời khỏi hạm đội dự bị vào năm 2006; Wisconsin đã được chính thức sử dụng như một tàu bảo tàng, trong khi Iowa đã rút đăng bạ và chờ đợi để được trao tặng.

## Những chiếc trong lớp

### USSIowa(BB-61)

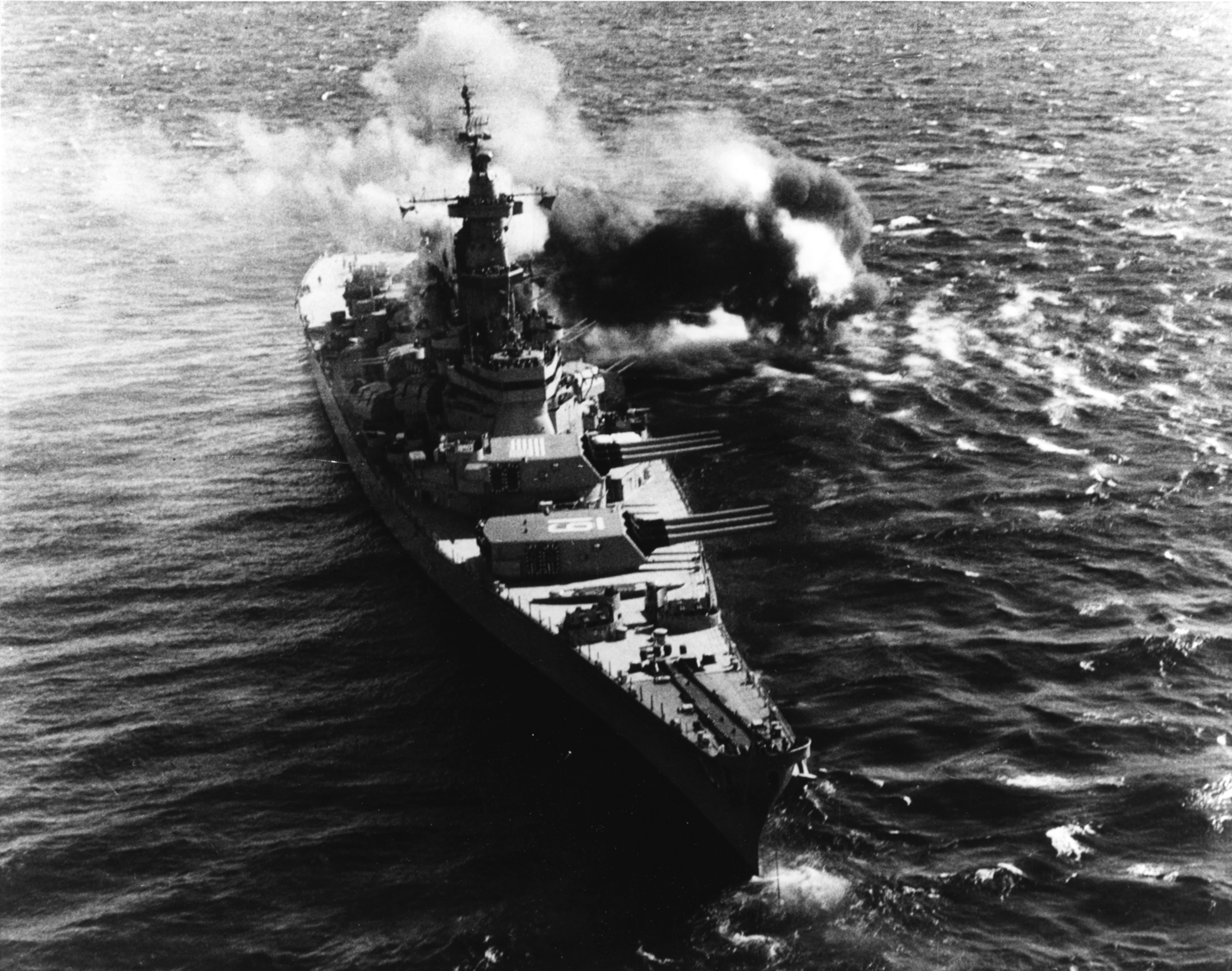
trong Chiến tranh Triều Tiên

Iowa được đặt hàng vào ngày 1 tháng 7, 1939, đặt lườn vào ngày 27 tháng 6, 1940, hạ thủy vào ngày 27 tháng 8, 1942 và nhập biên chế vào ngày 22 tháng 2, 1943. Nó tiến hành chạy thử máy tại khu vực vịnh Chesapeake trước khi đi đến Argentia, Newfoundland để đối phó với thiết giáp hạm Đức Tirpitz. Chuyển sang Mặt trận Thái Bình Dương vào năm 1944, nó tham chiến lần đầu trong Chiến dịch quần đảo Gilbert và Marshall, hộ tống các tàu sân bay trong Chiến dịch quần đảo Mariana and Palau, rồi hiện diện trong Trận chiến vịnh Leyte. Trong Chiến tranh Triều Tiên, nó bắn phá các mục tiêu đối phương tại Songjin, Hungnam và Kojo, Bắc Triều Tiên. Con tàu quay trở về Hoa Kỳ để thực tập và huấn luyện trước khi xuất biên chế.